# Hercostomus compostius
Hercostomus compostius är en tvåvingeart som beskrevs av Becker 1922. Hercostomus compostius ingår i släktet Hercostomus och familjen styltflugor. Inga underarter finns listade i Catalogue of Life.